# 9088 Maki
9088 Maki (1995 SX3) là một tiểu hành tinh vành đai chính được phát hiện ngày 20 tháng 9 năm 1995 bởi K. Endate và K. Watanabe ở Kitami.